# Kołońsk
Kołońsk (biał. Коланск; ros. Колонск) – wieś na Białorusi, w obwodzie brzeskim, w rejonie iwacewickim, w sielsowiecie Omelna. 
W dwudziestoleciu międzywojennym leżał w Polsce, w województwie poleskim, w powiecie kosowskim/iwacewickim, w gminie Święta Wola. Znajdował się tu wówczas przystanek kolejowy linii wąskotorowej Iwacewicze - Janów Poleski (obecnie nieistniejącej).
Po II wojnie światowej w granicach Związku Sowieckiego. Od 1991 w niepodległej Białorusi.